# ガイロス帝国
ガイロス帝国（ガイロスていこく）は、玩具シリーズ「ゾイド」に登場する惑星Ziに存在する架空の国家。

## 概要
トミー（現タカラトミー）より展開されている『ゾイド』では第1期シリーズ（1983～1991年）にあたる1989年に初登場した。
第1期のシリーズでは暗黒軍と呼ばれた。暗黒軍時代のガイロス帝国は「ゾイドグラフィックス」の記述において「相手を徹底的に破壊する恐怖の軍団」や「兵士は命知らずの戦闘狂ばかり」などといったた表現がなされていた。第2期シリーズ（1999～2006年）からは「ガイロス帝国」と呼称が改められている。同シリーズからはアニメ作品や漫画作品などによるメディアミックスにも登場するが、媒体によって設定面や扱いには差異もある。
第1期シリーズにおける国章は黒縁の黄緑色のシールドに黒い飛竜を横向きにした意匠で、第2期シリーズからの国章は緑色の宝玉をはめこんだ宝剣を擁き翼を広げた赤い飛竜の意匠へと変更された。こちらは黒地と赤地の二種類が用意されている。
なお、第2期シリーズにおける国章のデザインはアーミックの片平まさしが担当している。

## 作中の設定
暗黒大陸ニクスを本拠地とする軍事国家。中央大陸の地底族の指導者であったガイロス（ゼネバス皇帝の母方の伯父にあたる人物）が建国に関与したとされている。ゼネバス帝国を後援していたが、敗北が決定的となった段階で裏切り、その勢力を吸収した。惑星Zi大異変では大陸の一部が沈没するダメージを受けたが、比較的早期に復興がなされた。首都は大異変前は大陸南西部のダークネス（現チェピン）だったが、惑星Zi大異変後は大陸北東部のヴァルハラに遷都している。
デルポイより土地の貧しいニクス大陸にありながら、独自に科学技術を発達させ常に優位に立つ強国である。デルポイの人々が唯一「外敵」として恐れ警戒する相手であり、反ガイロスを明確にするネオゼネバス帝国への民衆の支持は暗黒大陸に対する侵略の恐怖の裏返しでもある。ニクス大陸に住まう人々は火山活動が安定した温暖で豊かな土地を渇望しており、それが南下を促す動機となっているが、ニクス大陸は高緯度に位置し、日照時間が短いため、太陽光に弱くかつて中央大陸に侵攻した際、容赦なく照りつける太陽光による高温と強力な紫外線に晒されてゾイドの機能は低下、将兵たちも目が眩んで視力を失ってしまったことがあった。
ガイロス皇帝が武力により複数の国家（ブラッディゲート、ゴッドクライ、デビルズメイズ）を服従させており、第二次大陸間戦争時代にはこれらの土地のうちデビルメイズはメイズマーシ、ブラッディゲートはカオスケイプと名を改めている。軍内部には旧ゼネバス帝国軍の将兵やその子孫たちが多数在籍しており、彼らを捨て駒当然に扱う傾向が強かった。惑星Zi大異変後の復興期には、国内でガイロス派とゼネバス派の小競り合いも発生したとされる。

## 皇帝
ストーリー中で最初に登場した皇帝たるガイロスは一代で大陸を統一し、大異変さえなければ惑星Zi全てを手にしたとも言われる。
ZAC2097年にガイロスが逝去した後の次代皇帝は、惑星Zi大異変で一族のほとんどを喪失したガイロス皇帝唯一の肉親とされる幼帝ルドルフ・ツェペリンである。

## 歴史

### 第一次大陸間戦争
建国からゼネバス帝国との同盟でその存在が公になるまでの詳しい歴史は不明。ZAC2039年、ゼネバス皇帝の亡命を受け入れ、ゼネバス帝国を援助する。しかし、ZAC2051年、ヘリック共和国軍の手によってニカイドス島に追い詰められたゼネバス帝国軍を救出するもののゼネバスを裏切り、ゼネバス軍の将兵とゾイドを吸収した。ヘリック共和国は、この接収の際にガイロス帝国の輸送船として機能していたホエールカイザーを一隻撃沈し、そこから得られた情報からガイロス帝国を潜在的な脅威と判断。同国ニクス大陸への上陸作戦を敢行し、第一次大陸間戦争が勃発した。以後は暗黒大陸に上陸してきた共和国軍と交戦するもののZAC2056年の惑星Zi大異変によって戦争は決着がつかないまま終結。暗黒大陸は「ニクス」と「テュルク」の東西二つに分断された。

### 第二次大陸間戦争
ZAC2097年、ガイロス皇帝の死により10歳の皇太子ルドルフ・ツェッペリンが帝位継承。ギュンター・プロイツェン元帥（実はゼネバス皇帝の遺児）が摂政（後見人）となる。プロイツェンはヘリック共和国に対し、宣戦布告。西方大陸戦争が勃発する。同大陸での敗北後、本国ニクス大陸へ撤退。戦いは暗黒大陸戦争へと移行する。両軍の血で血を洗うの消耗戦の中、摂政プロイツェン元帥が自らの私兵であるPK師団と共に帝都ヴァルハラで反乱を決行。ルドルフ皇帝を拘束し、自らの出自を明かすと共にネオゼネバス帝国の建国を宣言。この事態に真の敵を知ったガイロス軍と共和国軍は和解すると同時に電撃的に休戦協定を締結、協同して皇帝ならびに帝都奪還作戦を展開する。しかし、これこそネオゼネバス軍本隊を中央大陸に送り出すためのプロイツェンの陽動作戦であり、最終的にプロイツェンとプロイツェン騎士団（プロイツェンナイツ・通称PK師団）は帝都およびガイロス・ヘリック連合軍もろとも自爆して果てた。ルドルフはシュバルツ中佐に救われ、からくも一命を取り留めた。その後は共和国の同盟国としてネオゼネバス帝国と戦っていくこととなる。だが、本土決戦で被った損害から回復できていないため裏方に徹し、共和国に凱龍輝の素体であるバーサークフューラー野生体の提供などの援助を行った。

## 軍隊

### 概要
第一次大陸間戦争時代においては機甲部隊、皇帝直属部隊、特殊工作部隊、突撃部隊、破壊工作部隊、軍団統括部、戦闘司令部隊といった部隊構成が確認され、それぞれの所属によってゾイドの機体呼称が分別されるという特徴（デッドならば機甲部隊、ガルなら破壊工作部隊の機体であるなど）を持っていた。配備機種はデッド・ボーダー、ジーク・ドーベルなどガイロス独自のゾイドも存在する一方で、第一次大陸間戦争勃発時は保有ゾイド数が少なかったことから、接収したゼネバス帝国のゾイドも改造を施し導入。30%から400%の性能向上を施したうえで運用した。この時代の独自技術として「ディオハリコン」やそれを応用したアイスメタルプロテクターなどが存在し、幾つかの機体での導入が見られたものの、惑星Zi大異変後は独自の技術の多くが失われたことと、ガイロス帝国直系の技術者が数多く失われたことから、代わりにゼネバス帝国時代のゾイドを強化・量産して使用している。
第一次～第二次大陸間戦争を通じて使用されているガイロス独自のゾイドはヘルディガンナーのみであり、それもまたディオハリコンを前提とした設計から西方大陸戦争用に仕様変更された機体である。技術力はヘリック共和国より5年は進んでいると言われており、帝国ゾイドのコンセプトとしては改造によって原種の個性を殺してでも性能を画一化する傾向が強く、コクピットも基本的に全面装甲型（これはゼネバス帝国とほぼ同じ）で、搭乗者の安全性と生存性を重視している。武装は実弾だけでなくビームやレーザーといった光学系武器を積極的に採用している。一方で、第二次大陸間戦争時代では暗黒大陸にレドラーを超える野生飛行ゾイドが生息しておらず、ザバットを除き新規の空戦用ゾイドは開発されていない。
ゾイドリバースセンチュリーではレッドホーンの後継機であるクリムゾンホーンや当時の最新ゾイドであるヴァルガなどが開発され、また磁気嵐に対応化したゾイドを多数使用した。なお、第一期シリーズでは暗黒軍のゾイドは名称中に中黒を含んでいたが、新シリーズ以降、それは省略された。

### 編成
ZAC2098年以前のガイロス帝国軍の編成に関しては、暗黒軍時代のものも含めて一切が不明である。以下はZAC2099年以降の編成について述べる。
ZAC2099年以降のガイロス帝国軍の編成では陸軍（以下、機動陸軍）は大きく分けてアイアンコングなど打撃力のあるゾイドが配備された装甲師団とセイバータイガーなど高速ゾイドが配備された特殊工作師団、主にアタックゾイドが配備された機械化歩兵部隊というべき装甲擲弾兵師団、兵站を担当する輸送師団（グスタフ配備）と4つの師団が存在する。装甲師団の指揮下にはアイアンコング、ジェノザウラー、エレファンダー（ノーマルタイプの他、コマンダータイプも含む）、イグアン、サイカーチス、レブラプターなど主力級のゾイドが配備された強襲戦闘隊、レッドホーン、ブラックライモス、エレファンダー（ファイタータイプ）モルガなどが配備された突撃隊、レッドホーンBG、キャノリーモルガなどが配備された重砲隊、ゲーター、エレファンダー（スカウタータイプ）などが配備された強行偵察隊と4つの部隊が存在し、また装甲師団指揮下に防空戦隊と称する部隊がレドラーを装備している。
特殊工作師団の指揮下にはセイバータイガー（セイバータイガーAT含む）、ジェノブレイカー、ライトニングサイクス、ヘルキャットなど高速ゾイドが配備された高速戦闘隊、奇襲、破壊活動を任務とするヘルディガンナーが配備された奇襲攻撃隊と2つの部隊が存在する。
戦略空軍はレドラーを配備した防空戦闘隊、ホエールキング、ザバットコンテナを装備した輸送飛行隊、ザバットを配備した戦略爆撃隊と3つの部隊が存在し、海軍はブラキオス、ウオディックが配備された主力艦隊とシンカーが配備された特殊潜航艦隊と2つの艦隊が存在する。
また、摂政ギュンター・プロイツェン元帥が設立し、自らの私兵であるPK師団（プロイツェンナイツ）と、プロイツェン元帥の息子であるヴォルフ・ムーロア率いる特殊部隊「鉄竜騎兵団（アイゼンドラグーン）」が存在する。これらは帝国正規軍である国防軍の指揮系統から外れ、プロイツェン元帥直接の指揮下に入っている。PK師団にはアイアンコングPKやハンマーロック、鉄竜騎兵団にはバーサークフューラーやダークスパイナーなど強力なゾイドが優先的に配備されている。これらのゾイドはネオゼネバス帝国成立後、ネオゼネバス軍の主力戦力となっている。

### 部隊名
ここではゾイドバトルストーリーにおいて登場し、活躍した部隊名を記す。
第一装甲師団
ゾイド公式ファンブックに登場。1巻（ZAC2099年）時点でカール・リヒテン・シュバルツ少佐が第一大隊長を務め、4巻（ZAC2101年）時点で中佐であるシュバルツが装甲師団長を務めるガイロス帝国国防軍最強の装甲師団。レブラプターを乗機とするキルシェ・ハルトリーゲルもここに所属する。
PK師団（）
皇帝の親衛隊とも言える部隊であり、指揮系統は最高司令本部の指揮下にある他の部隊とは異なる。司令官を摂政が兼任する王宮の警護部隊であったが、ギュンター・プロイツェンが摂政の座にあるためプロイツェン・ナイツと呼称されるようになった。新型装備などを優先的に与えられる特権も持ち、プロイツェンの命令があれば前線にも出撃する。プロイツェンの政敵を取り締まる秘密警察の顔も持っており、帝国内部では共和国軍以上に恐れられていた。その構成員はほとんどが旧ゼネバス帝国軍出身兵で占められている。プロイツェンの反乱と同時に彼らもガイロス帝国に反旗を翻し、鉄竜騎兵団が中央大陸侵攻までの時間稼ぎを行い、帝国と共和国の連合軍を相手にして玉砕を遂げた。その時は全てのパイロットは高齢の人間だったと言われる。主な配備ゾイドはアイアンコングPK（）とハンマーロック。
鉄竜騎兵団（）
摂政プロイツェン元帥が密かに編成した特殊部隊。PK師団同様、指揮系統は正規軍とは別になっている。帝国軍所属ながら神出鬼没で軍内部でもその全容を知る者はほとんどいなかった。その正体はPK師団と同じくプロイツェンの私兵集団であり、プロイツェンの祖国ゼネバス帝国の復活が目的であった。そのために帝国軍や共和国軍を次々と奇襲し、やがて来る消耗戦に向けて戦力バランスのコントロールを行った。プロイツェンが叛乱を起こす前後に暗黒大陸を脱出して中央大陸へ侵攻し、ヘリック共和国を短期間で陥落させネオゼネバス帝国を築き上げた。PK師団以上に強力な新型ゾイドを秘密裏に多数配備しており、少数勢力ながら帝国軍の本土防衛隊を瞬く間に全滅させ、さらには共和国の精鋭部隊である閃光師団も窮地に追いやって見せた。奇襲用戦力として隠密性に優れたゾイドを保有する“幻影部隊”という高速部隊も編成されている。主な配備ゾイドはバーサークフューラー、ダークスパイナー、ライガーゼロイクス、そしてSSゾイドなど。
ZAC2102年に中央大陸を制圧した後に解体。その戦力はネオゼネバス帝国軍に再編成されていった。

## 主な所属人物
詳細はゾイドバトルストーリーの登場人物、ゾイドリバースセンチュリー#主な登場人物、ゾイドバトルカードゲーム#パイロットカード、ZOIDS妄想戦記、アニメ「ゾイド -ZOIDS-#ガイロス帝国」を参照。ここではバトルストーリー、リバースセンチュリー、バトルカードゲーム、妄想戦記、アニメ以外に登場した人物を記す。
ガイロス
ヒストリー・オブ・ゾイドの登場人物。地底族の指導者で勇猛な戦士であると同時に策に長けた策略家でもある。西側領国に住む部族の不満を地底族の地上領土への憧れと大陸全土の征服という自らの野望を結びつけ、西側領国連合を結成し盟主となり、風族の指導者ヘリックを盟主とする東側安保連合と激戦を繰り広げた。その最中、暗黒大陸から来襲した軍団の攻撃を受けるが、すぐさま東側軍勢と休戦し、西側軍勢を再編成して反撃に転じるものの損害が甚大であった。これを見た東側軍勢も同調し暗黒大陸から帰還したヘリックの呼びかけにより中央大陸全部族の軍隊が統合される。ZAC1957年7月25日の夏至の日、暗黒大陸軍に決戦を挑んだ大陸統合軍は太陽光による高温と強力な紫外線に晒されて弱体化したゾイドや将兵たちを撃退し、敗走する敵軍をガイロス率いる手勢がとどめをさして撃滅した。戦争は終結し中央大陸全部族は一つにまとまり平和が訪れ、ヘリックは全部族から王として迎えられた（この際、ヘリックが行った策謀に気付いていた可能性が示唆されているが、真相は不明）。資料によってヘリック王の存命時に死亡したともされるが、晩年に側近二人だけを連れて暗黒大陸のさらに北に位置する幻の領土を目指して旅に出て姿を消し、ガイロス帝国の建国に関与したとする資料も存在する。
なお、ガイロスの妹はヘリックI世王の第二夫人となり、ゼネバスを産んだ。
シュテルマー
小冊子『ゾイドグラフィックス』VOL.16～19の登場人物。元はゼネバス帝国軍の将校で階級は中尉。皇帝付き武官で親衛隊に所属していたが、ゼネバス帝国滅亡後、他の将兵と同様、ガイロス帝国（暗黒軍）に捕らわれの身となる。エレナ姫（後の共和国大統領ルイーズ・エレナ・キャムフォード）をガイロス皇帝に人質に取られ、やむなく暗黒軍の将校となり暗黒大陸に進出したヘリック共和国軍と戦う。頭脳明晰で沈着冷静だが冷笑的で彼の笑顔を誰も見たことが無い。だが、幼いころからエレナと自分の国を作る夢を抱いている理想主義者でもある。ZAC2032年に自害したガンビーノの息子とされている。
乗機：ダーク・ホーン、ギル・ベイダー
シュデウ・アリカ
HMM版「モルガ&モルガ（キャノリーユニット装着型）」付属解説書に掲載された「ヒストリーオブモルガ&モルガ（キャノリーユニット装着型）」の登場人物。ガイロス帝国砲撃部隊の女性准尉。レッドラスト砂漠での共和国軍コマンドウルフ部隊の戦いに際し、不利な状況でありながら追い詰められた友軍のセイバータイガー部隊を支援すべく対空用の散弾式弾頭でコマンドウルフを攻撃、見事に形勢を逆転させた。
乗機：モルガキャノリー
モーリィ・レイショー
HMM版「セイバータイガーシュバルツ仕様」付属解説書に掲載された「ヒストリーオブセイバータイガーシュバルツ仕様」の登場人物。カール･リヒテン･シュバルツ少佐率いるシュバルツ隊の副官で階級は少尉。
乗機：セイバータイガーSS
A・J・ナックマン
HMM版「モルガAA&モルガキャリア」付属解説書に掲載された「ヒストリーオブモルガAA&モルガキャリア」の登場人物。数種類のモルガ・バリエーションを運用する第168特務部隊の隊長で階級は少尉。この部隊の用いるモルガ・バリエーションには頭部前面に骸骨が描かれているので「スカル・フェイス」とも呼称される。本来モルガは「単一機種による突撃集団戦法」の能力を活かした突撃戦闘型ゾイドなのだが、この部隊はモルガ・バリエーションが互いの能力を補完し合い他のゾイド部隊を支援する「多機種による支援集団戦法」というそれまでのモルガに無い新たな運用方法を確立し、前述した支援の他、単独侵攻、基地および拠点の防衛など様々な作戦に用いられた。
乗機：モルガ・バリエーション

## 地理
以下はガイロス帝国の都市・施設や関連地域となる。暗黒大陸や西方大陸の地理については、惑星Zi#暗黒大陸（ニクス大陸）、惑星Zi#西方大陸（エウロペ大陸）を参照。

### 暗黒大陸
都市
ヴァルハラ
アース平野の東に位置する都市。惑星Zi大異変後のガイロス帝国首都で、同国の経済の中心部。3000万の人口を擁する大都市。ZAC2101年に起こったブラッディデスザウラーの自爆後は廃墟と化している。
ウプサラ
アース平野北部に位置する都市。
セスリムニル
第二次大陸間戦争で最も激しい市街戦が行われた。ヴァーヌ平野東端に位置する都市。
チェピン
旧称ダークネス。ガイロス帝国旧首都。遷都後も軍事上の拠点はなおもここに置かれている。ニフル湿原西端に位置する都市。
トローヤ
ティルク大陸の東に位置するガイロス帝国発祥の地。現在、廃墟となっている。
トロン
ブラックラスト北部に位置する都市。

施設
カオスケイプ
旧称ブラッディゲート。流血の門という意味で、巨大な石柱がいくつも立ち並ぶ場所とされていた。惑星Zi大異変後はニフル湿原南端に位置する拠点。
メイズマーシ
旧称デビルメイズ。悪魔の迷路という意味で、平らな大地が無数に並び、その下の道は迷路のように入り組んでいる。惑星Zi大異変後はカオスケイプから北西に離れた場所に位置する拠点。
ユミール
鉄竜騎兵団アイゼンドラグーンの本拠地があった。ミッド平野の南に位置する拠点。

地域
アース平野
ニクス大陸北東部に広がる平野。
アウドムラ半島
ニクス大陸の西端に位置する半島。
暗黒大陸ニクス
詳細は惑星Zi#暗黒大陸（ニクス大陸）を参照
暗黒大陸ティルク
大異変による分断後、命名された大陸。
イグドラシル山脈
ニクス大陸の南北に伸びた山脈。
ヴァーヌ平野
ゲフィオン山脈の南に広がる平野。
ヴィグリド湖
ヴィグリド平原内に位置する湖。
ヴィグリド平原
アース平野の西隣に広がる平原。
ウルド湖
ビフロスト平原とトリム高地の間に位置する湖。
エントランス湾
「入口」という意味。第一次大陸間戦争時、暗黒大陸に上陸したヘリック共和国が命名し、暗黒大陸における橋頭堡として湾岸と沖合いに基地を建設。沖合いの基地にはサラマンダー洋上部隊が配属されていた。ビフロスト平原の南に位置する湾。
グニタ高原
ミッド平野の北に広がる高原。
ゲフィオン山脈
ニクス大陸東部に伸びた山脈。
ゴッドクライ
神の叫びという意味で、周辺に沼地が広がり、その先に巨大な亀裂が走った峡谷地帯。大異変以降、この地名は無い。
トリム高地
ニクス大陸中央部に位置する高地。
ニフル湿原
ニクス大陸南部に広がる湿原地帯。第一次大陸間戦争ではこのあたりとビフレスト平原が戦場になった。
ビフロスト平原
トリム高地の西側に広がる平原。
ブラックラスト
別名「黒の砂漠」。ヨツン平野の東に広がる砂漠地帯。
ミッド平野
ニクス大陸南西部に広がる平野。
ミミール湖
ニフル湿原とミッド平野の間に位置する湖。
ムスペル山脈
ニクス大陸西部に伸びた山脈。
ヨツン平野
ムスペル山脈の北に広がる平野。
リバーオブリベンジ
逆襲の河という意味。第一次大陸間戦争期においてはヘリック共和国とガイロス帝国(暗黒軍)の決戦の舞台となった。大異変以降、この地名は無い。

### 西方大陸
都市
ガイガロス
南エウロペ大陸にある都市で帝国派民族の拠点となっている。

施設
ニクシー基地
西方大陸戦争時における帝国軍の拠点。同戦争終結後は共和国軍の基地となった。
ミレトス城
南エウロペ大陸にある城。

## アニメ『ゾイド -ZOIDS-』におけるガイロス帝国
バトルストーリーとは異なり、こちらでは西方大陸の国家という設定で、共和国と開戦に至った経緯などは語られていない。物語開始時点において共和国と停戦を結んでいたが、第7話で戦端が開かれ、以後攻防戦を繰り広げることとなる。第17～18話では氷山に偽装した移動基地を用いて共和国首都には目前まで迫るが、前皇帝ツェッペリン二世が逝去、その直系であるルドルフ・ゲアハルト・ツェッペリン三世が新たな皇帝の候補として持ち上がったことと彼の一声で撤退命令が出され、和平が打診されることとなる。しかし、第19話からは共和国侵攻の野心を捨てず、皇帝の座をも狙っていたギュンター・プロイツェンの陰謀によってルドルフが行方不明になる事態に陥ったため、一時期はプロイツェンにその執政をほぼ牛耳られてしまうこととなる。
やがてガイロス帝国だけでなく世界そのものを支配しようとするプロイツェンとデスザウラーの暴走により、帝都ガイガロスに多大な被害が出るもヘリック共和国軍の助力とバン・フライハイトの活躍のおかげで帝国滅亡は免れ、その後は共和国とは正式に和平条約を結び、超国家機関「ガーディアンフォース」を設立する。第二部では共和国と全面的な友好関係を築いており、新たな敵たちに対し共同で作戦を行うことが多かった。
ルドルフ即位後も共和国との和平に不満を抱く強硬派残党の存在が描写され、35話以降ルドルフ暗殺を企てたテロリストの黒幕やヒルツによる破壊工作の実行犯として度々バンたちの前に立ちはだかった。
地理
ガイガロス
アニメ『ゾイド -ZOIDS-』においてはガイロス帝国の首都として扱われる。
ミレトス城
アニメ『ゾイド -ZOIDS-』においてはガイロス帝国皇帝の居城として扱われる。
ドラゴンヘッド要塞
アニメ第45話に登場。レッドリバーのほとりに存在する基地で、ストームソーダーステルスタイプの搬入を行っていた。
エーベネ空軍基地
アニメ第29話に登場。帝国軍アイゼンベック隊の本拠地。